# ロッタン・ジットムアンノン
ロッタン・ジットムアンノン（Rodtang Jitmuangnon、1997年7月23日 - ）は、タイの男性ムエタイ選手。パッタルン県出身。ジットムアンノンジム所属。元オムノーイスタジアムスーパーフェザー級王者。元ONEムエタイ世界フライ級王者。

## 来歴
8歳からムエタイの試合に出場。14歳の時にバンコクに移住しジットムアンノンジム所属となった。
2016年1月2日、Petchprakan Kor. KlanbutとMAXムエタイ125ポンド級（56.7kg）タイトルマッチで対戦し、判定勝ちで王座獲得に成功した。
2017年7月29日、Chai Sor.Jor.Toypadriewとオムノーイスタジアムスーパーフェザー級（58.9kg）王座決定戦で対戦し、判定勝ちで王座獲得に成功した。
2018年6月17日、RISE 125で那須川天心と初代RISE世界フェザー級（57.1kg）王座決定戦で対戦し、延長にもつれ込む接戦の末、判定負けを喫し王座獲得に失敗した。
2018年10月25日、ルンキット・モーベストカマラーとラジャダムナンスタジアム認定スーパーフェザー級（58.9kg）王座決定戦で対戦し、5R判定負けを喫し王座獲得に失敗した。
2018年11月17日、RISE 129で裕樹と59kg契約で対戦し、判定勝ち。
2018年11月18日、RISE WORLD SERIES 2019 トーナメントの開催発表記者会見に出席。「トーナメントは全力で戦います。私ももう一度天心と試合をしたいです。」と参戦を表明した。
2019年1月22日、RISE WORLD SERIES 2019 トーナメントの1回戦でフレッド・コルデイロと対戦することが発表されていたが、RISE運営から「ジムサイドには参戦合意をもらっていたが、契約元のONE Championshipとの話し合いが上手く進まず、試合スケジュール期間が合わないため参戦不可能との返答があった」と出場が取りやめになったことが発表され、代替選手としてロッタンに勝利しているラジャダムナンスタジアム認定スーパーフェザー級王者ルンキット・モーベストカマラーのトーナメント参戦が発表された。
2019年8月2日、ONE Championship: Dawn Of HeroesのONEムエタイ世界フライ級（61.2kg）タイトルマッチで王者のジョナサン・ハガティーに挑戦し、5R判定勝ちで王座獲得に成功した。
2019年8月16日、現役ラジャダムナンスタジアム認定ライト級（61.2kg）王者セクサン・オー・クワンムアンと対戦し判定勝ち。9月12日にも再び対戦し判定勝ちを収め返り討ちにした。この試合はラジャダムナンスタジアムの2019年ファイト・オブ・ザ・イヤーを受賞した。
2019年10月13日、ONE Championship: CenturyのONEムエタイ世界フライ級タイトルマッチで挑戦者のボルター・ゴンサルベスと対戦し、2-1の判定勝ちで王座の初防衛に成功した。
2020年1月10日、ONE Championship: A New TomorrowのONEムエタイ世界フライ級タイトルマッチで挑戦者のジョナサン・ハガティーと再戦し、3度ダウンを奪ってTKO勝ちを収め、2度目の王座防衛に成功した。
2020年1月31日、KING OF KNOCK OUTライト級王者ヨードレックペット・オー・ピティサックと61.2kg契約で対戦し、判定勝ちを収めた。
2020年2月27日、ラジャダムナンスタジアムでガオナー・PKセンチャイムエタイジムと対戦し、判定負けを喫するが、2020年10月5日に再戦し、判定勝ちでリベンジを果たした。
2020年7月31日、ONE Championship: NO SURRENDERのONEムエタイ世界フライ級タイトルマッチで挑戦者のペッダム・ペッティンディーアカデミーと対戦し、2-0の判定勝ちを収め、3度目の王座防衛に成功した。
2021年2月26日、ONE Championship: Fists Of FuryにてONEキックボクシングルールでタギール・カリロフと対戦し、判定勝ちを収めた。
2022年3月26日、ONE Championship: ONE Xで元UFC世界フライ級王者デメトリアス・ジョンソンと3分4Rのミックスルール（1Rと3Rがムエタイルール、2Rと4Rが総合格闘技ルール）で対戦し、2Rにリアネイキドチョークで絞め落とされて一本負け。
2022年5月20日、ONE 157で開催されたONEフライ級ムエタイワールドグランプリの1回戦でジェイコブ・スミスと対戦し、判定勝ちを収めた。2022年8月27日にグランプリ準決勝でザバス・マイケルと対戦予定だったが、ロッタンは病気のため尿比重値測定のための尿サンプルを提出することができず試合を欠場した。
2022年11月19日、ONE on Prime Video 4のONEムエタイ世界フライ級タイトルマッチでONE世界ストロー級ムエタイ王者で挑戦者のジョセフ・ラシリと対戦し、2度ダウンを奪い、3-0の判定勝ちを収め、4度目の王座防衛に成功した。
2023年5月6日、ONE Fight Night 10のONEムエタイ世界フライ級タイトルマッチで挑戦者のエドガー・タバレスと対戦し、1Rに肘打ちでTKO勝ちを収め、5度目の王座防衛に成功した。
2023年9月22日、ONE Friday Fights 34のメインイベントでONEキックボクシング世界フライ級王者のスーパーレック・キアトモー９と対戦し、0-3の判定負けを喫した。本来はONEムエタイ世界フライ級タイトルマッチとして行われる予定だったが、挑戦者のスーパーレックがフライ級の契約体重である135ポンド（-61.2kg）を5ポンド（2.27kg）超過したため、試合は140ポンド（63.5kg）のキャッチウェイトによるノンタイトル戦に変更して行われた。
2024年1月28日のONE 165で武尊と対戦する予定だったが、負傷により欠場することとなった。
2024年11月8日、ONE 169でジェイコブ・スミスと2年ぶりに再戦し、5R3-0の判定勝ちを収めた。当初は自身の保持するONEムエタイ世界フライ級王座の6度目の防衛を目指していたが、前日の公式計量の1回目でハイドレーションテストはクリアしたものの135ポンド（約61・2キロ）のリミットを0・5ポンド（約226・8グラム）超過、2度目の計量ではハイドレーションテストもクリアできず、タイムリミットにより王座を剥奪されたため、ロッタンが勝てば王座は空位となり、スミスが勝てば新王者誕生となる条件で試合が行われた。

## 戦績
| キックボクシング 戦績 | キックボクシング 戦績 | キックボクシング 戦績 | キックボクシング 戦績 | キックボクシング 戦績 | キックボクシング 戦績 | キックボクシング 戦績 |
| --------------------- | --------------------- | --------------------- | --------------------- | --------------------- | --------------------- | --------------------- |
| 327 試合              | (T)KO                 | 判定                  | その他                | 引き分け              | 無効試合              |                       |
| 274 勝                |                       |                       |                       | 10                    | 0                     |                       |
| 43 敗                 |                       |                       |                       | 10                    | 0                     |                       |

| 勝敗 | 対戦相手                                  | 試合結果                              | 大会名                                                                                | 開催年月日     |
| ○    | 武尊                                      | 1R 1:01 KO（左フック）                | ONE 172: Takeru vs. Rodtang                                                           | 2025年3月23日  |
| ○    | ジェイコブ・スミス                        | 5R終了 判定3-0                        | ONE 169 【ONEムエタイ世界フライ級タイトルマッチ】                                     | 2024年11月8日  |
| ○    | デニス・ピューリック                      | 3R終了 判定3-0                        | ONE 167                                                                               | 2024年6月8日   |
| ×    | スーパーレック・キアトモー9               | 3R終了 判定0-3                        | ONE Friday Fights 34                                                                  | 2023年9月22日  |
| ○    | エドガル・タバレス                        | 2R 1:40 TKO（肘打ち）                 | ONE Fight Night 10 【ONEムエタイ世界フライ級タイトルマッチ】                          | 2023年5月6日   |
| ○    | ジドゥオ・イブ                            | 3R終了 判定3-0                        | ONE Fight Night 6                                                                     | 2023年1月14日  |
| ○    | ジョセフ・ラシリ                          | 5R終了 判定3-0                        | ONE on Prime Video 4 【ONEムエタイ世界フライ級タイトルマッチ】                        | 2022年11月19日 |
| ○    | ジェイコブ・スミス                        | 3R終了 判定3-0                        | ONE 157 【ONEフライ級ムエタイワールドグランプリ1回戦】                                | 2022年5月20日  |
| ○    | ダニエル・ウィリアムス                    | 3R終了 判定3-0                        | ONE on TNT 1                                                                          | 2021年4月7日   |
| ○    | タギール・カリロフ                        | 3R終了 判定2-1                        | ONE Championship: Fists Of Fury                                                       | 2021年2月26日  |
| ○    | ヨックンタップ・ソーゴー.スンガイジム     | 5R終了 判定                           | Jitmuangnon + Sor.CafeMuayThai, OrTorGor.3 Stadium                                    | 2020年11月14日 |
| ○    | ガオナー・PKセンチャイムエタイジム        | 5R終了 判定                           | R1 UFA                                                                                | 2020年10月5日  |
| ○    | ペッダム・ペッティンディーアカデミー      | 5R終了 判定2-0                        | ONE Championship: NO SURRENDER 【ONEムエタイ世界フライ級タイトルマッチ】              | 2020年7月31日  |
| ×    | ガオナー・PKセンチャイムエタイジム        | 5R終了 判定                           | ラジャダムナンスタジアム                                                              | 2020年2月27日  |
| ○    | ヨードレックペット・オー・ピティサック    | 5R終了 判定                           | Phuket Super Fight Real Muay Thai                                                     | 2020年1月31日  |
| ○    | ジョナサン・ハガティー                    | 3R 2:39 KO（3ダウン：左ボディフック） | ONE Championship: A New Tomorrow 【ONEムエタイ世界フライ級タイトルマッチ】            | 2020年1月10日  |
| ○    | ボルター・ゴンサルベス                    | 5R終了 判定2-1                        | ONE Championship: Century 【ONEムエタイ世界フライ級タイトルマッチ】                   | 2019年10月13日 |
| ○    | セクサン・オー・クワンムアン              | 5R終了 判定3-0                        | ラジャダムナンスタジアム                                                              | 2019年9月12日  |
| ○    | セクサン・オー・クワンムアン              | 5R終了 判定                           | Muay Thai Superfight                                                                  | 2019年8月16日  |
| ○    | ジョナサン・ハガティー                    | 5R終了 判定3-0                        | ONE Championship: Dawn Of Heroes 【ONEムエタイ世界フライ級タイトルマッチ】            | 2019年8月2日   |
| ○    | ソク・ティー                              | 2R 1:06 TKO（ローキック）             | ONE Championship: Warriors Of Light                                                   | 2019年5月10日  |
| ○    | ハキム・ハメッシュ                        | 3R終了 判定2-1                        | ONE Championship: A New Era                                                           | 2019年3月31日  |
| ○    | チョーファー・トー.センティアンノーイ     | 5R終了 判定                           | ラジャダムナンスタジアム                                                              | 2019年3月7日   |
| ○    | ファディ・カレッド                        | 3R終了 判定                           | ONE Championship: Hero's Ascent                                                       | 2019年1月25日  |
| ○    | 裕樹                                      | 3R終了 判定                           | RISE 129                                                                              | 2018年11月17日 |
| ×    | ルンキット・モーベストカマラー            | 5R終了 判定                           | ラジャダムナンスタジアム 【ラジャダムナンスタジアム認定スーパーフェザー級王座決定戦】 | 2018年10月25日 |
| ○    | セルジオ・ヴィールセン                    | 3R終了 判定3-0                        | ONE Championship: Conquest of Heroes                                                  | 2018年9月22日  |
| ○    | チョーファー・トー.センティアンノーイ     | 5R終了 判定                           | ラジャダムナンスタジアム                                                              | 2018年8月30日  |
| ○    | スーパーバンク・モーラタナバンティット    | 5R終了 判定                           | Wandetchit + Birthday Supit + Muaydee VitheeThai Super Fight                          | 2018年8月7日   |
| ○    | モンコンゲーオ・ソー.ソンマイ             | 4R KO（左フック）                     | ラジャダムナンスタジアム                                                              | 2018年7月12日  |
| ×    | 那須川天心                                | 5R+延長1R終了 判定0-3                 | RISE 125 【RISE世界フェザー級王座決定戦】                                             | 2018年6月17日  |
| ○    | ロートレック・ジャオタライトーン          | 5R終了 判定                           | ラジャダムナンスタジアム                                                              | 2018年5月23日  |
| ○    | Phetnamngam Aor.Kwanmuang                 | 5R終了 判定                           | サイアムオムノーイスタジアム 【オムノーイスタジアムスーパーフェザー級タイトルマッチ】 | 2018年4月28日  |
| ○    | スアキム・PKセンチャイムエタイジム        | 5R終了 判定                           | WanParunchai + Poonseua Sanjorn                                                       | 2018年3月28日  |
| ○    | ペッダム・ペッチンディーアカデミー        | 5R終了 判定                           | ラジャダムナンスタジアム                                                              | 2018年2月8日   |
| ○    | ヘイドンホーク・シャラオアンカラ          | 5R終了 判定                           | ラジャダムナンスタジアム                                                              | 2018年1月21日  |
| ○    | Phetnamngam Aor.Kwanmuang                 | 5R終了 判定                           |                                                                                       | 2018年1月17日  |
| ○    | リーニエ・アヴェル＝ヴェランドポン        | 5R終了 判定                           | ラジャダムナンスタジアム                                                              | 2018年1月7日   |
| ○    | Mongkonkeaw Sor.Sommai                    | 5R終了 判定                           | ラジャダムナンスタジアム                                                              | 2017年12月21日 |
| ○    | Pakkalek Tor.Laksong                      | 5R終了 判定                           | ルンピニースタジアム                                                                  | 2017年11月28日 |
| ○    | PhetMorakot Sor.Sommai                    | 5R終了 判定                           | ルンピニースタジアム                                                                  | 2017年11月3日  |
| △    | Ncedo Gomba                               | 3R終了 判定                           | Top King World Series 29                                                              | 2017年9月30日  |
| ○    | Mongkonkeaw Sor.Sommai                    | 5R終了 判定                           | 【オムノーイスタジアムスーパーフェザー級タイトルマッチ】                              | 2017年9月9日   |
| ○    | Sakchainoi M.U.Den                        | 5R終了 判定                           |                                                                                       | 2017年8月18日  |
| ○    | Chai Sor.Jor.Toypadriew                   | 5R終了 判定                           | オムノーイスタジアム 【オムノーイスタジアムスーパーフェザー級王座決定戦】             | 2017年7月29日  |
| ○    | ヨードムアン・ソー.クルンテープトンブリー | 5R終了 判定                           | オムノーイ・スタジアム                                                                | 2016年7月13日  |
| ○    | Chayacgai Yuangselaphon                   | 5R終了 判定                           | ルンピニースタジアム                                                                  | 2016年6月18日  |
| ×    | ムルストピッド・アウェルクァソラス        | 3R TKO                                | ルンピニースタジアム                                                                  | 2017年1月15日  |
| ○    | ウィッティンディー・ジャオモン.ソームポン | 5R終了 判定                           | ルンピニースタジアム                                                                  | 2016年12月10日 |

### ミックスルール
| 勝敗 | 対戦相手                 | 試合結果                       | 大会名                  | 開催年月日    |
| ×    | デメトリアス・ジョンソン | 2R 2:13 リアネイキッドチョーク | ONE Championship: ONE X | 2022年3月26日 |

## 獲得タイトル
- MAXムエタイ125ポンド級（56.7kg）王座（2016年）
- オムノーイスタジアムスーパーフェザー級王座（2017年）
- ONEムエタイ世界フライ級王座（2019年）